# Гривица (квартал)
Гривица е квартал на град Шумен, разположен в западната част на града, в подножието на Шуменското плато. На север граничи със жилищен комплекс „Боян Българанов“, а на юг с местността „Кьошкове“. В квартала са разположени: Арменска апостолическа църква „Св. Богородица“ (от 1834 г.), Народно читалище „Стилиян Чилингиров – 1963“